# Calycolpus andersonii
Calycolpus andersonii är en myrtenväxtart som beskrevs av Leslie Roger Landrum. Calycolpus andersonii ingår i släktet Calycolpus och familjen myrtenväxter. Inga underarter finns listade i Catalogue of Life.